# U-415
| U-415                      | U-415                                                          | U-415                                                          |
| -------------------------- | -------------------------------------------------------------- | -------------------------------------------------------------- |
|                            |                                                                |                                                                |
|                            |                                                                |                                                                |
|                            |                                                                |                                                                |
| Під прапором               | Третій рейх                                                    | Третій рейх                                                    |
| Спуск на воду              | 9 травня 1942 року                                             | 9 травня 1942 року                                             |
| Виведений зі складу флоту  | 14 липня 1944 року                                             | 14 липня 1944 року                                             |
| Сучасний статус            | затоплений                                                     | затоплений                                                     |
| Проєкт                     |                                                                |                                                                |
| Тип ПЧ                     | Торпедний ДПЧ                                                  | Торпедний ДПЧ                                                  |
| Основні характеристики     |                                                                |                                                                |
| Швидкість (надводна)       | 17,7 вузлів                                                    | 17,7 вузлів                                                    |
| Швидкість (підводна)       | 7,6 вузлів                                                     | 7,6 вузлів                                                     |
| Робоча глибина занурення   | 100 м                                                          | 100 м                                                          |
| Гранична глибина занурення | 220 м                                                          | 220 м                                                          |
| Екіпаж                     | 44 осіб                                                        | 44 осіб                                                        |
| Розміри                    |                                                                |                                                                |
| Довжина найбільша (по КВЛ) | 67,1 м                                                         | 67,1 м                                                         |
| Ширина корпусу найб.       | 6,2 м                                                          | 6,2 м                                                          |
| Висота                     | 9,6 м                                                          | 9,6 м                                                          |
| Середня осадка (по КВЛ)    | 4,70 м                                                         | 4,70 м                                                         |
| Водотоннажність надводна   | 769 т                                                          | 769 т                                                          |
| Озброєння                  |                                                                |                                                                |
| Артилерія                  | одна палубна гармата калібру 88-мм, одна 20-мм зенітна гармата | одна палубна гармата калібру 88-мм, одна 20-мм зенітна гармата |
| Торпедно- мінне озброєння  | 4 носових і один кормовий ТА. 14 торпед                        | 4 носових і один кормовий ТА. 14 торпед                        |

U-415 — німецький підводний човен типу VIIC, часів Другої світової війни.
Замовлення на будівництво човна було віддане 15 серпня 1940 року. Човен був закладений на верфі суднобудівної компанії "Danziger Werft" у Данцигу 12 липня 1941 року під заводським номером 116, спущений на воду 9 травня 1942 року, 5 серпня 1942 року увійшов до складу 8-ї флотилії. Також за час служби входив до складу 1-ї флотилії.
Човен зробив 7 бойових походів, в яких потопив 1 судно і 1 військовий корабель та пошкодив 1 судно.
Потоплений 14 липня 1944 року у Бресті (48°22′ пн. ш. 04°29′ зх. д. / 48.367° пн. ш. 4.483° зх. д.) підірвавшись на міні британського мінного поля Jellyfish No. 5. 2 члени екіпажу загинули, кількість врятованих невідома.

## Командири
- Капітан-лейтенант Курт Найде (5 серпня 1942 — 16 квітня 1944)
- Оберлейтенант-цур-зее Герберт Вернер (17 квітня — 14 липня 1944)

## Потоплені та пошкоджені кораблі[3]
| Назва       | Тип           | Належність      | Дата           | Тоннаж (БРТ) | Вантаж                     | Статус     | Місце                                                       |
| Ashantian   | торгове судно | Велика Британія | 21 квітня 1943 | 4 917        | Баласт та 280 мішків пошти | потоплено  | 55°46′ пн. ш. 45°14′ зх. д. / 55.767° пн. ш. 45.233° зх. д. |
| Wanstead    | торгове судно | Велика Британія | 21 квітня 1943 | 5 486        | Баласт                     | пошкоджено | 55°46′ пн. ш. 45°14′ зх. д. / 55.767° пн. ш. 45.233° зх. д. |
| «Харрікейн» | есмінець      | Велика Британія | 24 грудня 1943 | 1 340        |                            | потоплено  | 45°10′ пн. ш. 22°05′ зх. д. / 45.167° пн. ш. 22.083° зх. д. |